# Comté de Bolenois
IXe siècle – XIe siècle
Entités précédentes :
- Pagus Buloniensis

Entités suivantes :
- Seigneurie de Sexfontaines
- Seigneurie de Vignory
- Seigneurie de Chaumont

Le comté de Bolenois ou comté de Bologne (latin : Comitatus Buloniensis) est un ancien territoire féodal du comté de Champagne dans le royaume de France et centré autour de la ville de Bologne.

## Origines
Le comté de Bolenois est issu de l'ancien pagus Buloniensis, compris dans la civitas Lingonum dans la Bourgogne franque. Le comté est mentionné dès le IXe siècle. Il est placé sous la suzeraineté de l'évêque de Langres.
Du point de vue ecclésiastique, le territoire de ce comté correspond vraisemblablement au doyenné de Chaumont, lui-même faisant partie de l'archidiaconé de Barrois.
Les comtes de Bolenois se sont parfois également intitulés comtes d'Andelot.

## Liste des comtes
- Hugues III de Bassigny, comte de Bassigny ainsi que de Bolenois probablement par mariage avec la comtesse Gertrude ;
- Roger II de Laon († 942), comte de Laon ainsi que de Bassigny et de Bolenois probablement par mariage ;
- Hugues IV de Bassigny († 961), fils du précédent, comte de Bassigny et de Bolenois ;
- Richard de Bassigny († après 986), probablement le neveu du précédent, comte de Bassigny et de Bolenois. Frère de Lambert de Bassigny, évêque de Langres, qui suit plus loin ;
- Roger de Bassigny († vers 1005 ou après), fils du précédent. Frère de Richard de Bassigny, évêque de Langres pendant quelques mois en 1031 ;
- Lambert de Bassigny († 1031), évêque de Langres de 1016 à 1031, héritier des comtés de Bassigny et de Bolenois, qu'il partage entre sa parentèle.
- Aymon II de Sexfontaines († 1031), seigneur de Sexfontaines et comte de Bolenois.
- Otho de Sexfontaines († avant 1075), fils du précédent, seigneur de Sexfontaines et comte de Bolenois. Après lui, ses descendants semblent perdre le titre de comte et ne s'intitulent plus que seigneurs de Sexfontaines.

## Pour approfondir